# 6711 Holliman
6711 Holliman (1989 HG) là một tiểu hành tinh vành đai chính được phát hiện ngày 30 tháng 4 năm 1989 bởi E. F. Helin ở Palomar.